# Карл Лемох
Карл (Кирил) Викентиевич Лемох (на немски: Carl Johann Lemoch) е руски живописец от немски произход, майстор на битовия жанр, академик в Императорската художествена академия, един от учредителите на Санктпетербургското художествено ателие и на организацията на Передвижниците.

## Детство
Карл Лемох е роден на 7 (19) юни 1841 година в Москва. Той е третото дете в семейство от немски произход – преподавателят по музика Викентий Лемох и неговата съпруга Елизавета Шилдбах. Детството на момчето преминава в родния му град, където от 1851 до 1856 година учи в Московското училище по живопис, скулптура и архитектура под ръководството на художника Игор Василиев.
През 1858 година постъпва в Императорската художествена академия в Санкт Петербург, в класа по историческа живопис на професорите Пьотър Басин и Алексей Марков. През периода 1859 – 1863 за своите етюди и рисунки и „за успехи в рисуването“ е награден от Съвета на Академията с 2 малки и два големи сребърни медала. През 1863 получава малък златен медал и званието „художник II степен“ за картината си „Мойсей извлича вода от скалата“. Като студент Лемох работи известно време в ателието на Иван Айвазовски.

## Бунтът на 14-те
През същата година в Академията избухва Бунтът на 14-те. Най-талантливите 14 ученика в нея, между които е и Лемох, въстават против тесните академични рамки на обучение и на „академизма“ в живописта въобще. Главният повод са изискванията да се рисува само по определени теми и сюжети. Определената за конкурса тема е „Пир във Валхала“ по мотиви от скандинавските легенди. Младите художници отказват да рисуват повече на митологични теми, както и да изобразяват романтичните представи за селския живот, и настояват сами да избират темите на дипломните си работи. Те искат да показват истинския живот такъв, какъвто го виждат в действителност. Като реакция и защита на идеите си, отказват да участват в конкурса за златен медал и демонстративно напускат Академията.
Вместо да заминат за Италия на държавни разноски, каквато е практиката за най-добрите студенти на Академията, те са подложени на негласен полицейски надзор. Делото на студентите не се ограничава с този бунт. Под ръководството на Иван Крамской е създадена организацията „Санктпетербургски художествен артел“, от който по-късно израства организацията на Передвижниците. От нея започва развитието и на цялата реалистична живопис в Русия.
По-късно животът на някои от 14-те се развива в неочаквана насока – 8 от тях получават званието академик, включително Лемох, който става и учител на децата в императорското семейство.

## Учител в императорския дворец
След напускането на Академията, Лемох остава да живее в Санкт Петербург, като дава уроци по рисуване в аристократични семейства. Лятото прекарва в малка вила с художествено ателие в подмосковското село Ховрино и неговите жители могат да се видят на много от картините на художника, изобразяващи селския живот в Русия. През останалото време живее на Василевския остров, в къща с тясно стълбище, на четвъртия етаж на която устройва ателието си. Домът му ежедневно се посещава от приятели – художници передвижници, професори от Академията и учени.
През 1865 година получава свидетелство за правото да преподава рисуване във висшите учебни заведения. През 1868 година става член на Художествения артел и представя в Художествената академия картината си „Семейна мъка“, за която получава званието „художник I степен“.
Карл Лемох получава покана да преподава на императорските деца – на бъдещия император Александър III, която приема, и във връзка с това получава православното име Кирил. Частни уроци при него взима и наследникът на Александър III, който по-късно става Николай II, последният император на Русия. Най-талантлива от императорското семейство се оказва великата княгиня Олга Александровна, по-малката сестра на Николай, която остава увлечена по живописта през целия си живот и даже се издържа с рисуване.
В този период Лемох рисува парадни портрети на царстващите особи и пресъздава блясъка на императорския двор. Също така обаче създава и творби, посветени на селския бит, а много от картините му са посветени на децата. Руската преса неизменно го нарича „приятел на децата“, а английската пише за него като за „най-добрия изразител на детската душа“. През целия си живот Карл Лемох запазва верността си към битовата живопис, разказва в картините си за живота на руските селяни и най-вече за техните деца.

## Зрели години
През 1870 година, по покана на Григорий Мясоедов, става един от учредителите на организацията на Передвижниците. Буквално през следващата година е изключен за нарушение на устава, а именно за неучастие в изложбата на организацията. През 1878 година е приет отново и след известно време става постоянен член на управителния съвет. Две години след това е избран за несменяем касиер. Тази длъжност е особено подходяща за него, заради честността и акуратността му. Той пази документите на организацията, при него се отчитат всички приходи и разходи, съпровождащи организацията на изложбите, и той ги проверява всеки ден в ателието си.
През 1875 година за седем нови картини, представени от него на академичните изложби, му е присъдено званието академик на Императорската художествена академия. През 1893 вече е действителен член на Академията, а след две години е избран за член на Съвета на Академията с 5-годишен мандат. От 1897 до 1909 година е и „пазител на художествения отдел на Руския музей на император Александър III“.
Материално Карл Лемох е много добре, тъй като е любимият художник на императорското семейство, рисува портрети на членовете му и получава добро заплащане. Картините, в които изобразява предимно трогателни сцени от селския бит или образи на деца и сираци са скъпо купувани от царската фамилия и нейното обкръжение.
Добрият характер на Лемох се проявява с пълна сила в общуването му със селяните от Ховрино. Той познава всеки от тях и помага почти на всички с пари или подаръци. Организира и заплаща изкопаването на кладенец, тъй като дотогава селяните пият вода от мръсен ручей, строи къщи на жертвите от пожар, дава пари на хората в най-голяма нужда.
Лемох има само една дъщеря – Варвара, която се омъжва за Владимир, един от синовете на Дмитрий Менделеев. Тя обаче овдовява рано, а единственият му внук умира на 3-годишна възраст. Химикът и художникът са свързани с дългогодишна дружба и с обща мъка. В памет на момчето Лемох дарява значителна сума за откриването в селото на провинциално църковно училище към църквата „Дева Мария“.
Сюжетите на повечето от картините на Лемох е близък. Това обикновено е бедността на семействата, най-често селските, семейни трагедии, деца, останали без родители, семейни отношения и радости. Почти винаги в картините му присъстват и образи на деца. Особено успешни са платната „Кръгъл сирак“ (1878), „Ново запознанство“ (1885), „При постелята на умираща селянка“ (1886), „Оздравяваща“ (1889), „Нов член на семейството“ (преди 1890), „Пияният съпруг“ (1894), „Без храна“ (1898), „Родителска радост“ (преди 1910) и други. Тези картини предизвикват състрадание, понякога мъка, друг път съчувствие или радост и желание да се помогне на бедните и слабите.
Творчеството на Лемох е изцяло подчинено на живота в семействата. Картините му, които винаги са неголеми, са изпълнени със светлината на домашната топлота и се вписват еднакво лесно както в изложбите на Передвижниците, така и в интериора на дворцовите зали. Почти винаги получават широк обществен отзвук. Това са картини за обикновените човешки радости и несгоди, изобразени на фона на реалните условия на руския селски живот. Произведенията му налагат идеята, че бедността, и даже нищетата, не могат да погубят човешката радост. Това особено искрено и непосредствено се проявява при детските образи, които рисува. Някои от картините с детски образи, изразяващи цялата любов на художника към децата са „Беднячка“ (1881), „Деца на пианото“ (1886), „Лято (с поздрави)“ (1890), „Две селски момиченца“ (1892), „Селско момче“ (1897), „Къде се мотахте“ (1897), „Момиченце“ (1901), „Момиче, хранещо кокошки“ (преди 1910), „Деца“ (преди 1910). През 1893 година рисува една от най-известните си картини – „Варка“.
Творбите на Лемох от 1880-те години, свързани главно с разработката на детската тематика, довеждат до създаване на серия еднотипни картини с ясно изразени сантиментални нотки. Тази поредица от произведения, които са способни да умиляват зрителя, сближават картините му от този период със салонното изкуство. Въпреки това у него не се забелязва стремеж да подценява детските чувства и усещания. Той разглежда детския свят също така сериозно, както и този на възрастните.
В творческия си разцвет художникът създава образите на поредица от селски типове. Много често негови модели стават селяните от Ховрино, както е при картината „Момиче с цветя“, нарисувана през 1883 година и изложена на ХII Изложба на передвижниците. Образът на малкото селско момиче носи едва доловим сантиментален привкус – наклонът на главата, леко разпилените светли коси, стеснителният и в същото време любопитстващ поглед. Художникът използва отблясъци и оттенъци, които напомнят за присъствието на въздуха в картината. Със ситни, акуратни мазки Лемох рисува всяка гънка на дрехата, всяка тревичка и стръкче в ръцете на детето. Цветовете са нежни, убити и меко отделят детския силует от тъмнокафявата стена, изпълнена с оттенъци от светла охра до тъмнокафяво, почти черно.
Карл Лемох умира на 24 февруари 1910 година в Санкт Петербург. Погребан е в гробището на Казанско-Головинския манастир в Москва.
- Детски образи
- Беднячка (1881)
- Лято (с поздрави) (1890)
- Две селски момиченца (1892)
- Селско момче (1897)
- Момиченце (1901)
- Момиче, хранещо кокошки (преди 1910)

- Битови сюжети
- Утро в Швейцария (1874)
- Оздравяваща (1889)
- Нов член на семейството (преди 1890)
- Без храна (1898)
- Пияният съпруг (1894)
- Къде се мотахте (1897)